# Atletismo nos Jogos Pan-Americanos de 1991 - Arremesso de peso feminino
A prova do arremesso de peso feminino nos Jogos Pan-Americanos de 1991 foi realizada em 4 de agosto em Havana, Cuba.

## Medalhistas
| Ouro                 | Prata                                 | Bronze                          |
| Belsis Laza CUB Cuba | Connie Price-Smith USA Estados Unidos | Ramona Pagel USA Estados Unidos |

### Final
| Posição           | Nome               | Nacionalidade      | Marca | Notas |
| ----------------- | ------------------ | ------------------ | ----- | ----- |
| Medalha de ouro   | Belsis Laza        | CUB Cuba           | 18.87 |       |
| Medalha de prata  | Connie Price-Smith | USA Estados Unidos | 18.30 |       |
| Medalha de bronze | Ramona Pagel       | USA Estados Unidos | 17.76 |       |
| 4                 | Lisette Martínez   | CUB Cuba           | 17.21 |       |
| 5                 | Elisângela Adriano | BRA Brasil         | 15.77 |       |
| 6                 | María Urrutia      | COL Colômbia       | 15.41 |       |
| 7                 | Georgette Reed     | CAN Canadá         | 14.67 |       |
| 8                 | Hughette Robertson | GUY Guiana         | 12.04 |       |